# Rolf Skoglund (direktör)
Rolf Bertil Skoglund, född 4 november 1953, är en svensk entreprenör och direktör.
Innan Skoglund anställdes av Microsoft arbetade han bland annat som marknadsförare för Texas Instruments och försäljare för Intel Corporation i Sverige. Skoglund hade kontakt med Microsoft som kund och anställdes år 1985 av Microsoft England med ansvar för försäljning till de nordiska länderna. Hösten 1985 startade han Microsoft Sverige och var bolagets första vd.
År 1991 blev Skoglund regional chef för Microsoft i norra Europa med ansvar för England och de nordiska länderna. År 1994 gjordes en större omorganisation inom Microsofts europeiska verksamhet där den geografiska uppdelningen av verksamheten ersattes av tre enheter för olika kundgrupper: slutanvändare, organisationer och OEM. Skoglund blev chef för den enhet som riktade sig mot organisationskunder. Senare bildade Microsoft en enhet för interaktiv media där Skoglund blev chef.
Hösten 1997 kom lämnade Skoglund Microsoft för att bli CIO på Ericsson. Han lämnade Ericsson i början av år 1999.
Efter att ha lämnat Ericsson verkade Skoglund som riskkapitalist. I augusti 1999 startade han riskkapitalbolaget Startupfactory tillsammans med Sven-Christer Nilsson, Staffan Helgesson, Hjalmar Winbladh med flera. Skoglund var företagets styrelseordförande. Han var senare vd för ID Invest AB. Han var även ledamot i den svenska regeringens IT-kommission. Senare grundade han ett företag som hette Thinkout.
År 2002 valdes Skoglund in i Kungliga Ingenjörsvetenskapsakademien. År 2005 inleddes IVA:s mentorsprogram Mentor4Research där Skoglund är ordförande.